# 山脇恭二
山脇恭二（日语：／ Yamawaki Kyōji，1957年9月17日—），日本男子竞技体操运动员。他曾获得1984年夏季奥运会体操比赛男子团体全能铜牌。他也参加了1986年亚洲运动会。